# Joseph Pappas
Joseph T. Pappas (House Springs (Missouri), 1950) is een Amerikaans componist, muziekpedagoog, dirigent en muziekuitgever.

## Levensloop
Pappas werd na zijn muziekstudie werkzaam als docent, dirigent en componist. Als docent was hij rond 27 jaar succesrijk werkzaam bij openbare scholen. Tegenwoordig is hij dirigent van het "Wind Ensemble van het Jefferson College" in Hillsboro en van de "Jefferson County Community Band". Zijn renommee als muziekpedagoog bracht hem uitnodigingen voor een uitwisselingsprogramma in 1993 met docenten in Peraslavl (Rusland) en in 2002 was hij gastdocent aan de Anton Bruckner Privatuniversität te Linz (Oostenrijk). 
In 1992 richtte hij een eigen muziekuitgeverij op, de JPM Music Publications. Naast zijn eigen werk worden in dit bedrijf vooral pedagogische werken van andere componisten gepubliceerd. 
Pappas is een gevraagd jurylid bij concertwedstrijden en als docent tijdens bepaalde cursussen en projecten. Zo was hij docent bij de zomer muziek camps van de Southeast Missouri University , Cape Girardeau; Truman University in Kirksville alsook tweede dirigent van de "Missouri Ambassadors of Music European tours". Ook de school, waar hij tegenwoordig bezig is heeft een muziek camp ingericht en vanzelfsprekend is hij directeur en organisator van dit evenement. Verder is hij coördinator van de evenementen Music In the Parks, Festivals of Music en van het Six Flags Music Festival. 
Pappas is lid van de National Music Publishers Association en de Retail Print Music Dealers Association. Verder is hij lid van de "Music Educators National Conference", "Missouri Music Educators Association", "East Central Music Educators Association" en de "American Society of Composers, Authors and Publishers" (ASCAP). 
Zowel als docent alsook als componist kreeg hij prijzen en onderscheidingen zoals de "Teacher of the Year", de "Emerson Electric Excellence in Teaching Award" in 1994, de "Rockwood School District High School Teacher of the Year" in 1993-1994, de "Missouri State High School Activity Association Distinguished Service Award" en de "Sadie Rafferty Music Composition Contest".
Harmonieorkesten onder zijn leiding hebben talrijke prijzen gewonnen bijvoorbeeld de "Overall Champions" tijdens de "Music In the Parks festivals" en de "Southern Illinois University in Edwardsville Bi-State Band of the Year Award". 
Als componist schrijft hij vooral werken voor school- en jeugd-harmonieorkesten. 

## Composities

### Werken voor harmonieorkest
- 2008 Pride and Celebration
- 2009 To dance in the Rainforest
- All Hail the Power (samen met: Jack Stamp (1e deel); Timothy Mahr (2e deel); Andrew Boysen jr. (3e deel); David R. Gillingham (5e deel))
- Castle Point Overture
- Chant and Incantations
- E Con Spirito, ouverture
- Jonah
- Lewis and Clark
- Three Songs from the British Isles, voor trompet en harmonieorkest
- Where Eagles Soar
- Wild Horse Canyon

### Werken voor koor
- Be Thou My Vision

### Kamermuziek
- Choral and Fanfare, voor vier trompetten
- Fanfare and March, voor drie trompetten
- Midnight Soliloquy, voor trompet solo
- Moderato e Andantino, voor drie saxofoons
- Mozart Suite, voor blaaskwintet
- One for T-Wine
- Procession of the Knights, voor drie trompetten
- The Four Aces, voor vier trompetten

### Werken voor jazz-ensemble
- Just got the Blues